# سیسلی هی
سیسلی هی (انگلیسی: Cicely Hey؛ 1896 – ۱۹۸۰ (۸۳−۸۴ سال)) نقاش اهل پادشاهی متحد بریتانیای کبیر و ایرلند بود. سیسلی در عین‌حال به کار مجسمه‌سازی هم علاقه داشت. او بیشتر عمرش را در ولز گذراند